# Victor Hensen
Christian Andreas Victor Hensen (Schleswig, 10 febbraio 1835 – Kiel, 5 aprile 1924) è stato un biologo tedesco.

## Biografia
Docente all'università di Kiel dal 1868 e successivamente rettore della stessa, studiò gli organi di senso del corpo umano (in particolare quelli uditivi), comparandoli ai loro corrispondenti negli animali marini. In ragione di questi studi gli sono stati dedicati vari eponimi dell'anatomia umana dedicati proprio all'apparato uditivo: il Dotto di Hensen e le cellule di Hensen.
È noto soprattutto per aver coniato il termine plancton.